# Saison 3 de Wonder Woman
Chronologie
Saison 2
Cet article présente les vingt-quatre épisodes de la troisième saison de la série télévisée américaine Wonder Woman (The New Adventures of Wonder Woman).

## Synopsis
Diana Prince continue ses aventures en tant qu'agent spécial de l'I.A.D.C. (Inter-Agency Defense Command) aux côtés de Steve Trevor jr.. Aidée de l'ordinateur IRAC et du robot Grover, elle mène un combat permanent contre toutes sortes de criminels.

## Distribution

### Acteurs principaux
- Lynda Carter : Diana Prince / Wonder Woman
- Lyle Waggoner : Steve Trevor Jr.

## Diffusion
- La troisième et dernière saison a été diffusée du 7 novembre 1987 au 6 janvier 1988 sur La Cinq.

## Épisodes

### Épisode 1:Mon idole a disparu
- États-Unis : 22 septembre 1978 sur CBS
- France : 7 novembre 1987 sur La Cinq

- Dawn Lyn (Whitney)
- Leif Garrett (Lane Kincaid / Michael Kincaid)
- Michael Lerner (Ashton Ripley)
- Michael Baseleon (Morley)
- Albert Paulsen (Raleigh Crichton)
- Robert Patten (Benjamin Springfield)
- Tony Brubaker (Sampson)
- David Richard Ellis (Ludwig)

- Détail amusant, Dawn Lyn est dans la vie la sœur de Leif Garrett.
- Seconde apparition du costume de moto de Wonder Woman

### Épisode 2:Au bout du tunnel
- États-Unis : 29 septembre 1978 sur CBS
- France : 8 novembre 1987 sur La Cinq

- Lance LeGault (Otis Fiskle)
- John Durren (Alfie)
- Don Mitchell (Docteur Samson)
- Peter Brown (Inspecteur Tim Bolt)
- Fuddle Bagley (Shadow)
- Marc Ross (Slim)
- Peter Nyberg (Strasser)

### Épisode 3:L'Inventeur
- États-Unis : 6 octobre 1978 sur CBS
- France : 14 novembre 1987 sur La Cinq

- Ron Ely (Bill Michaels)
- Scott Marlowe (Angie)
- Marvin Miller (Beamer)
- Harvey Jason (Professeur Brubaker)
- Craig T. Nelson (Sam)
- Bob Minor (Nick)
- Bobbie Bartosh (Gilda)
- Luise Heath (Phyllis)

### Épisode 4:Le Crime est un art
- États-Unis : 13 octobre 1978 sur CBS
- France : 15 novembre 1987 sur La Cinq

- Ed Begley Jr. (Arnold Farnum)
- Roddy McDowall (Henry Roberts)
- Joe E. Tata (Joe)
- Michael McGuire (Moreaux)
- Gavin MacLeod (Monsieur Ellsworth)
- Patti MacLeod (Madame Ellsworth)
- Joe Maross (Schubert)

### Épisode 5:L'Ange bleu
- États-Unis : 20 octobre 1978 sur CBS
- France : 26 décembre 1987 sur La Cinq

- Paul Sand (Del Franklin)
- Michael DeLano (en) (Nick Moreno)
- Wolfman Jack (Infra Red)
- Ellen Weston (Angélique)
- Kerry Sherman (Kathy Munro)
- Victor Mohica (Lance)
- Bob Hoy (Norman)

### Épisode 6:Les Fourmis
- États-Unis : 3 novembre 1978 sur CBS
- France : 21 novembre 1987 sur La Cinq

- Robert Alda (Harcourt)
- Robert Shields (Doug)
- Lorene Yarnell (Formicida)
- Stan Haze (Cawley)

### Épisode 7:Bombe à retardement
- États-Unis : 10 novembre 1978 sur CBS
- France : 22 novembre 1987 sur La Cinq

- Joan Van Ark (Cassandra Loren)
- Allan Miller (en) (Reynolds)
- Ted Shackelford (Adam Clement)
- Fredd Wayne (J.J. MacConnell)
- Ted Hamaguchi (Ellis)
- Ernie Orsatti (Reves)

### Épisode 8:Le Champion de skateboard
- États-Unis : 24 novembre 1978 sur CBS
- France : Inédit sur La Cinq

- Eric Braeden (Donalsen)
- Ron Masak (Duane)
- Art Metrano (Friedman)
- John Reilly (Skye)
- Cynthia Eilbacher (Jamie)
- Grace Gaynor (Leslie)
- James Ray (John Key)
- Neil Flanagan (Ketchum)
- Peter Wise (Kevin)

- Wonder Woman arbore une tenue inédite de championne de skateboard.

### Épisode 10:Voleur de visage
- États-Unis : 15 décembre 1978 sur CBS
- France : 29 décembre 1987 sur La Cinq

- Joseph Maher (Edgar Percy)
- Kenneth Tigar (John Austin)
- John O'Connell (Todd Daniels)
- Bob Seagren (Roman)
- Diane Lander (Nancy)
- Al White (Sergent Cline)
- Catherine Campbell (Leslie)

### Épisode 11:L'Or du butin
- États-Unis : 22 décembre 1978 sur CBS
- France : 31 décembre 1987 sur La Cinq

- Dick O'Neill (Pat O'Hanlon)
- Brian Davies (Thackery)
- Steve Allie-Collura (Bonelli)
- Arthur Batanides (Maxwell)
- Sherrie Wills (Lisa)
- Jeanne Bates (Madame Walls)
- Jaime Tirelli (Gino)

### Épisode 12:Cerveau recherche corps
- États-Unis : 29 décembre 1978 sur CBS
- France : 30 décembre 1987 sur La Cinq

- Peter Mark Richman (Docteur Crippin)
- Cathee Shirriff (Tara Landon)
- John Carradine (Harlow Gault)
- Erick Stern (George P. Turk)
- David Mason Daniels (Morton Danzig)
- Ari Sorko-Ram (Emil Berger)
- Floyd Levine (Stryker)

- Nouvelle apparition sommaire de Wonder Woman en costume de plongée.

### Épisode 13:Vision d'OVNI
- États-Unis : 12 janvier 1979 sur CBS
- France : 2 janvier 1988 sur La Cinq

- Bo Brundin (Vladimir Zukov)
- Charlie Brill (Monsieur Smith)
- Kaz Garas (Lucas)
- Hari Rhodes (Sheldon Como)
- Mako (Monsieur Brown)
- Milton Selzer (Capitaine Louie)

### Épisode 14:Soirée originale
- États-Unis : 26 janvier 1979 sur CBS
- France : 1er janvier 1988 sur La Cinq

- René Auberjonois (James Kimball)
- George Cheung (Monsieur Munn)
- Paul L. Smith (Simon Rohan)
- Steven Anderson (Sylvester Grogan)
- Candy Ann Brown (Janet)
- Peter Marc Jacobson (Brad)

### Épisode 15:OVNI soit qui mal y pense
- États-Unis : 2 février 1979 sur CBS
- France : 3 janvier 1988 sur La Cinq

- Tim O'Connor (Colonel Robert Elliot)
- Jeffrey Byron (Henry Wilson)
- David White (Le Général)
- Andrew Duggan (Mason Steele)
- Sheryl Lee Ralph (Bobbie)
- Doris Dowling (Madame Wilson)

### Épisode 16:Chanteur et maître chanteur
- États-Unis : 16 février 1979 sur CBS
- France : 4 janvier 1988 sur La Cinq

- Judge Reinhold (Jeff Gordon)
- Rick Springfield (Anton)
- Katherine Woodville (Adele Kobler)
- Sarah Purcell (Barbi Gordon)
- Robert F. Hoy (Marty)
- Curtis Credel (Eric Landau)

### Épisode 17:L'Homme le plus riche du monde
- États-Unis : 19 février 1979 sur CBS
- France : 23 janvier 1988 sur La Cinq

- Jeremy Slate (Marshall Henshaw)
- Roger Perry (Dunfield)
- Barry Miller (Barney)
- Marlyn Mason (Lucy DeWitt)
- Carmen Zapata (Le Premier Ministre)

### Épisode 18:La Chaumière de Cupidon
- États-Unis : 10 mars 1979 sur CBS
- France : 7 janvier 1988 sur La Cinq

- Donnelly Rhodes (Ward Selkirk)
- John O'Leary (Docteur Roberts)
- Bob Hastings (George)
- Arthur Malet (Professeur Zander)
- Hermione Baddeley (Mary Jane Thrip)

- Troisième apparition de Wonder Woman en costume de moto. La poursuite spectaculaire été effectuée par la doublure de l'actrice, Jeannie Epper.

### Épisode 19:La Fille de tous les dangers
- États-Unis : 17 mars 1979 sur CBS
- France : 8 janvier 1988 sur La Cinq

- Jane Actman (Bonnie Murphy)
- Ina Balin (Docteur Koren)
- Dick Butkus (Neil)
- Charles Haid (Bob Baker)
- Raymond St. Jacques (William Mayfield)
- James Sloyan (Mark Reuben)

### Épisode 20:Curieux danger -1repartie
- États-Unis : 28 mai 1979 sur CBS
- France : 11 janvier 1988 sur La Cinq

- Michael Shannon (Cameron)
- John Milford (Monsieur Keller)
- Clark Brandon (Skip)
- Tegan West (Pete Pearson)
- Lenora May (Melanie)
- Bert Remsen (Docteur Jaffe)

### Épisode 21:Curieux danger -2epartie
- États-Unis : 29 mai 1979 sur CBS
- France : 12 janvier 1988 sur La Cinq

- Michael Shannon (Cameron)
- John Milford (Monsieur Keller)
- Clark Brandon (Skip)
- Tegan West (Pete Pearson)
- Lenora May (Melanie)
- Bert Remsen (Docteur Jaffe)

### Épisode 22:L'homme qui ne pouvait pas mourir
- États-Unis : 28 août 1979 sur CBS
- France : 9 janvier 1988 sur La Cinq

- John Durren (Dale Hawthorn)
- Robert Sampson (Docteur Akers)
- Bob Seagren (Bryce Candle / Bret Cassiday)
- John Aprea (Dupris)
- Brian Davies (Joseph Reichman)
- James Bond III (T. Burton Phipps III)

### Épisode 23:Le Fantôme du grand huit -1repartie
- États-Unis : 4 septembre 1979 sur CBS
- France : 5 janvier 1988 sur La Cinq

- Jared Martin (David Gurney / Leon Gurney)
- Marc Alaimo (Pierce)
- Ike Eisenmann (Randy)
- Fred Lerner (Kirk)
- Craig Littler (Thorpe)
- Joseph Sirola (Harrison Finch)

### Épisode 24:Le Fantôme du grand huit -2epartie
- États-Unis : 11 septembre 1979 sur CBS
- France : 6 janvier 1988 sur La Cinq

- Jared Martin (David Gurney / Leon Gurney)
- Marc Alaimo (Pierce)
- Ike Eisenmann (Randy)
- Fred Lerner (Kirk)
- Craig Littler (Thorpe)
- Joseph Sirola (Harrison Finch)